# Franz Caspar (Bildhauer)

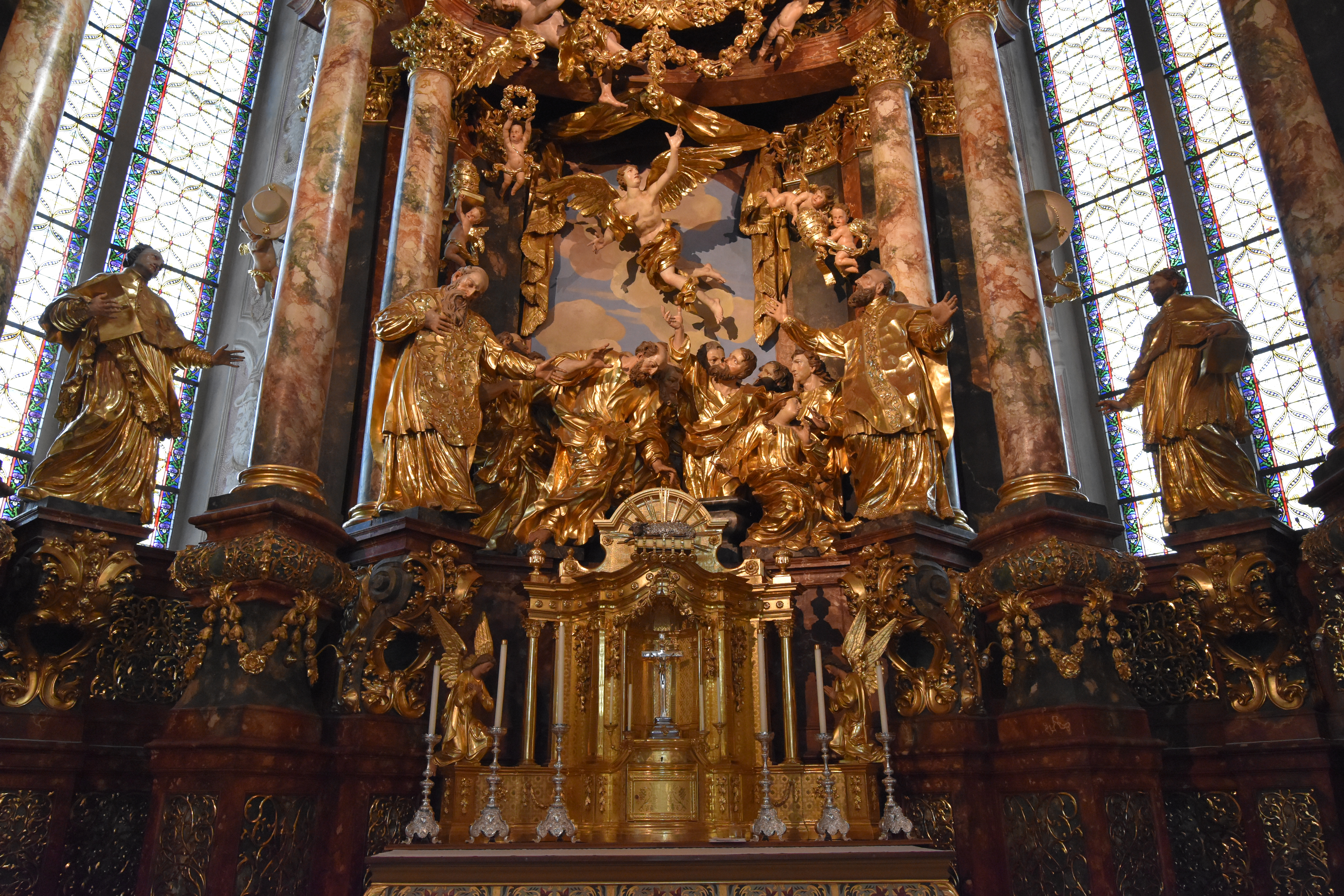
Stift Vorau 1701 Hochaltar Figurengruppe

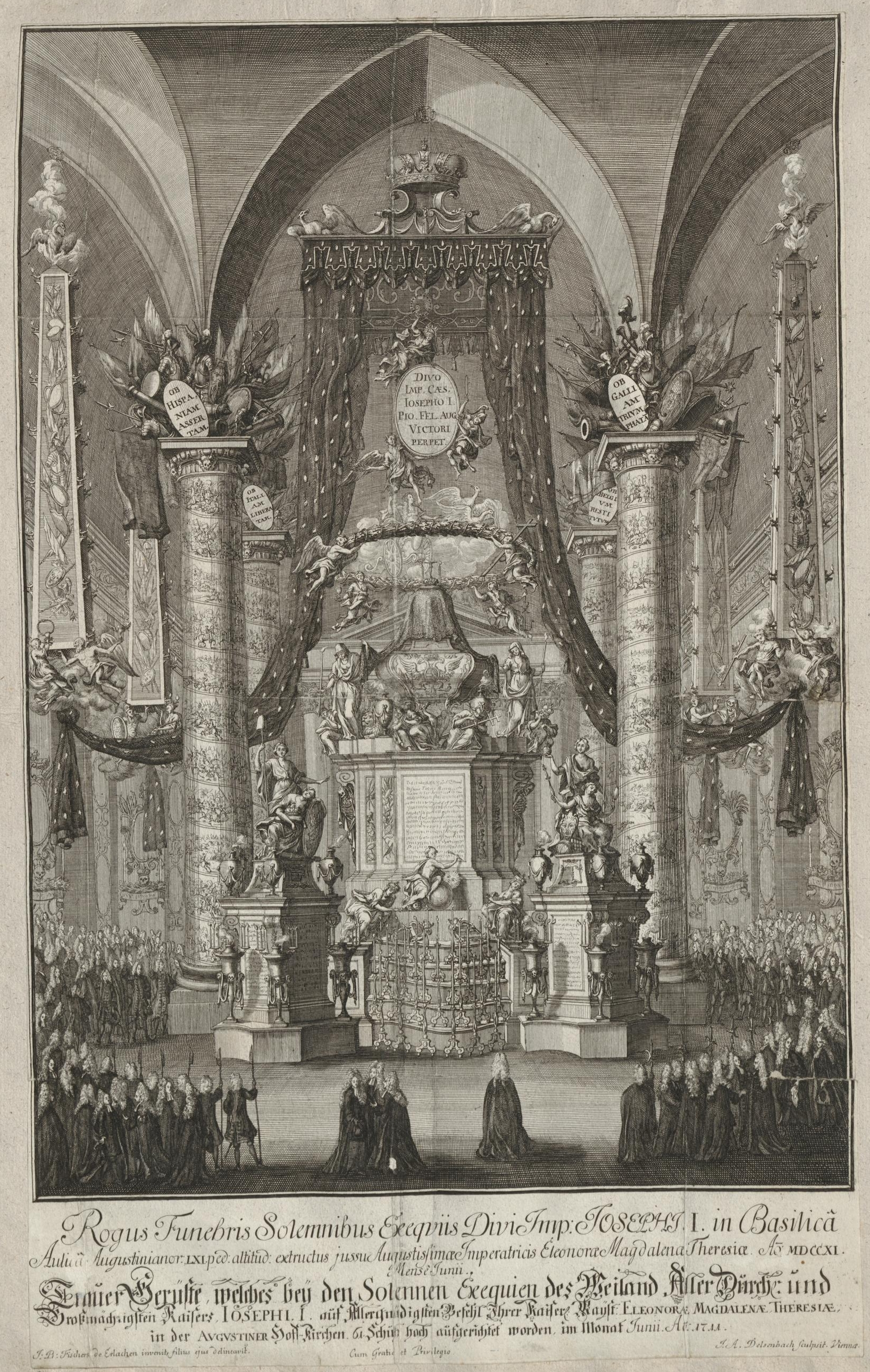
Augustinerkirche Trauergerüst Joseph I. 1711

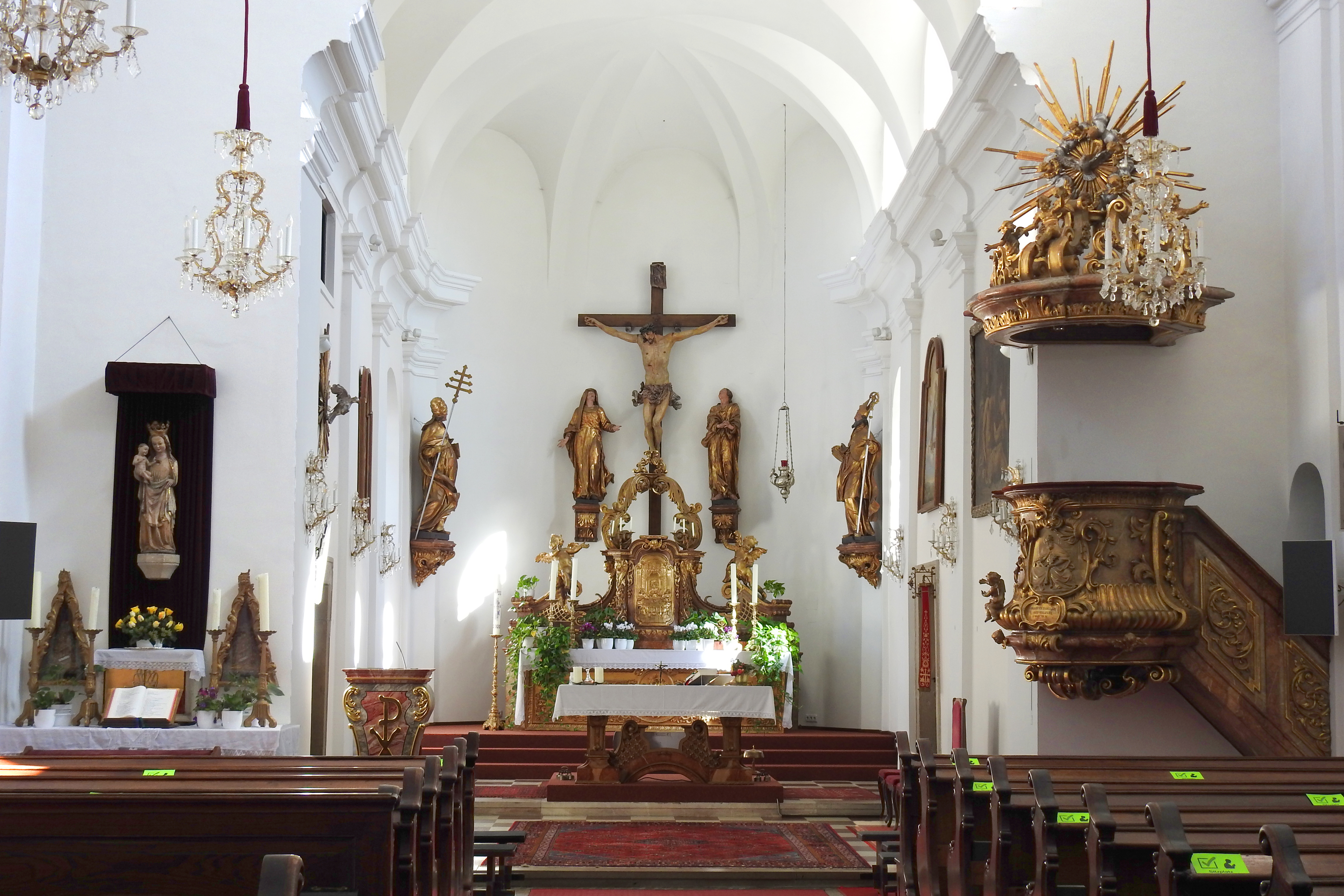
Pfarrkirche Leopoldau, Figurengruppe vom Hochaltar der (alten) Heiligenstädter Kirche 1723

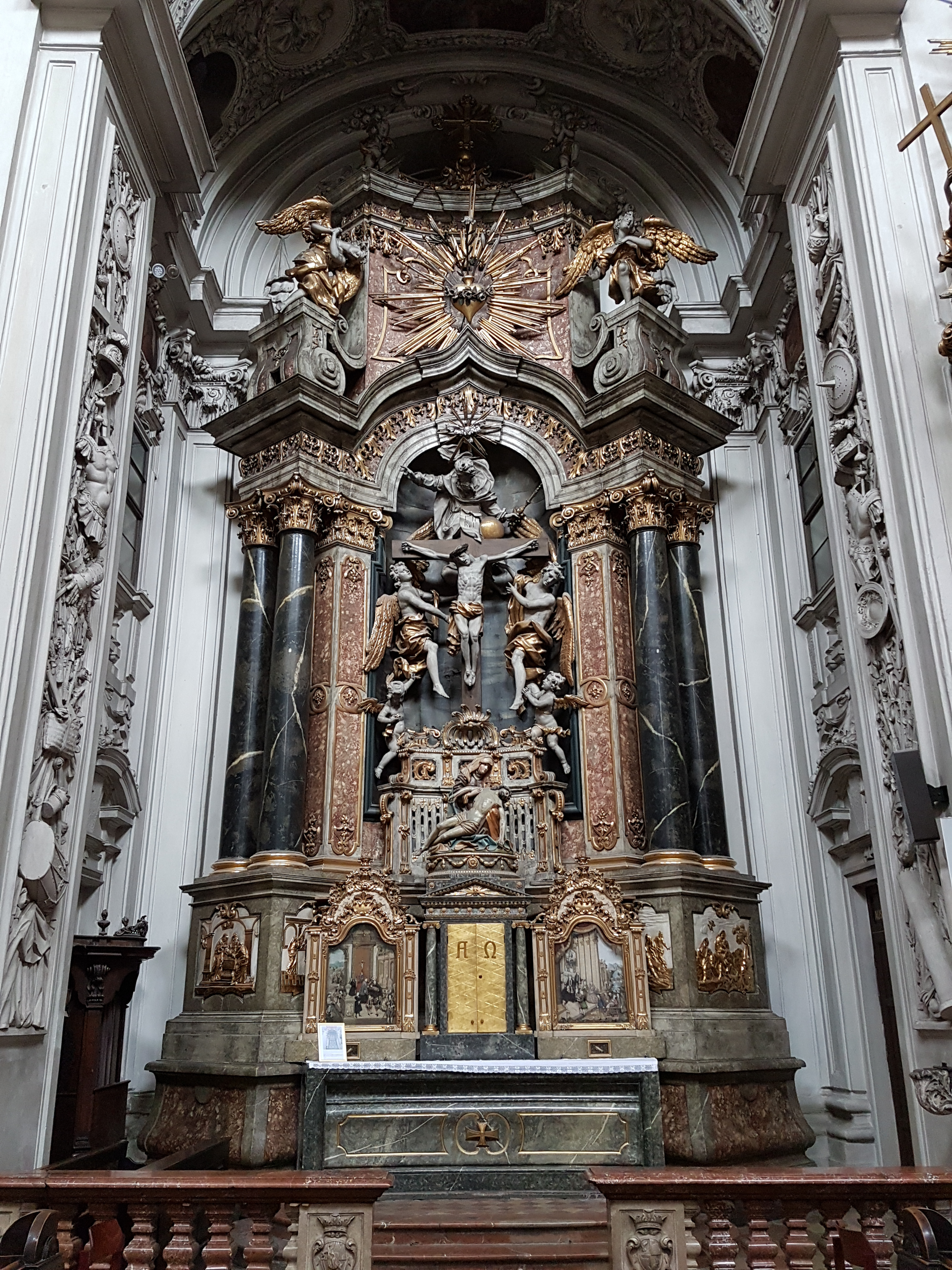
Servitenkirche Wien, Altar Engerln mit Dreifaltigkeitsgruppe 1723

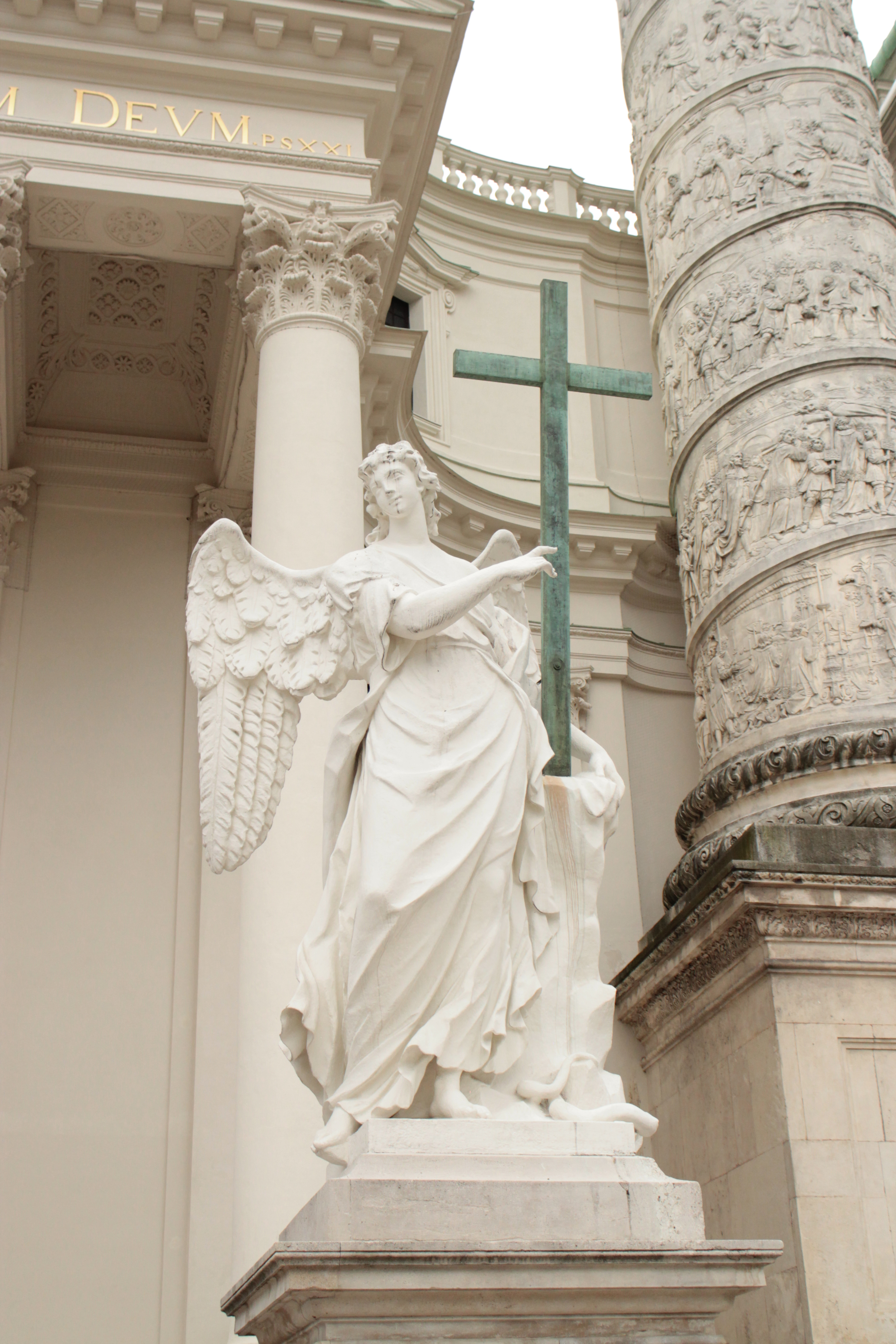
Karlskirche, Engel des Neuen Testaments

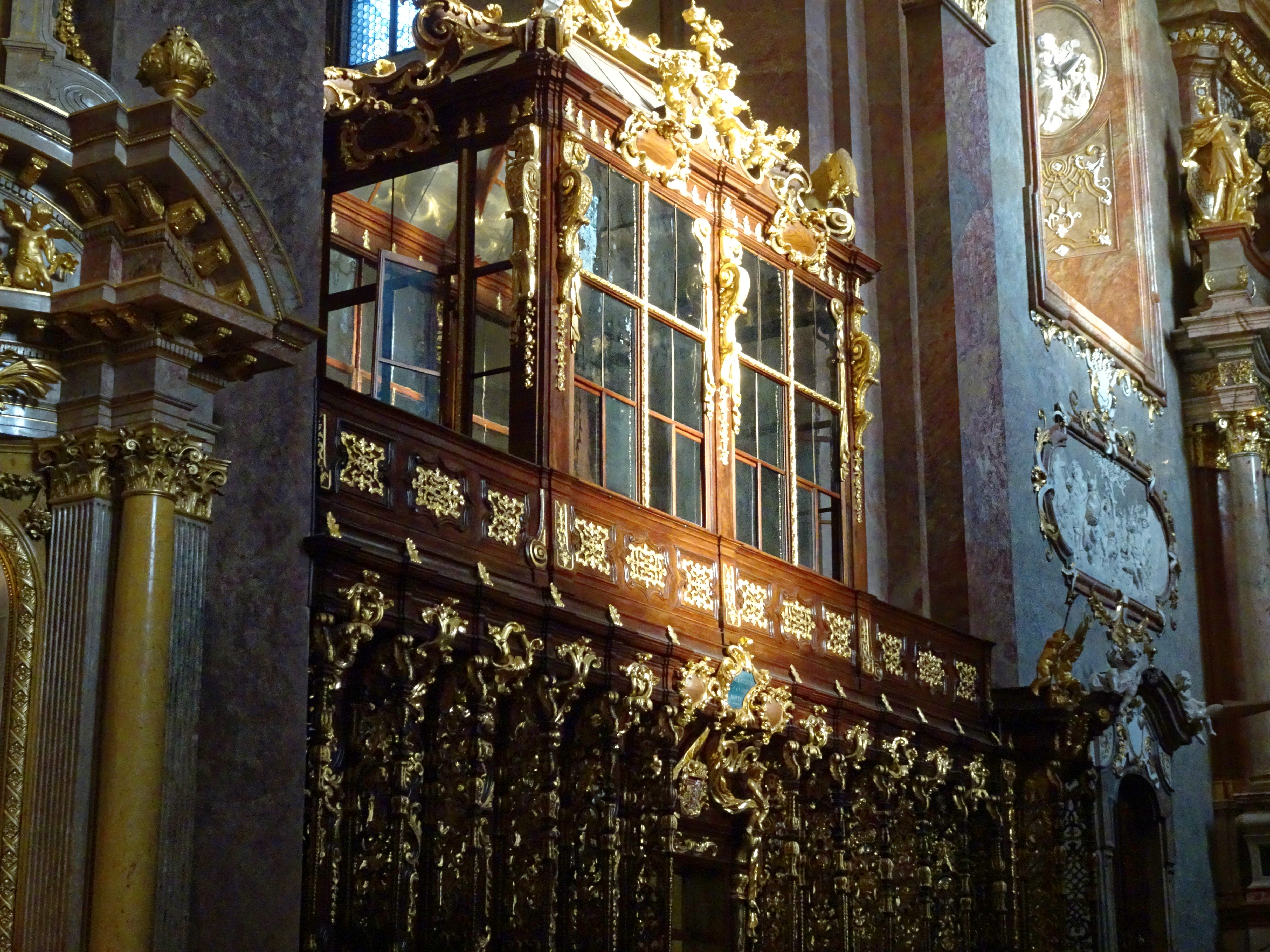
Stiftskirche Klosterneuburg Kaiserliches Oratorium

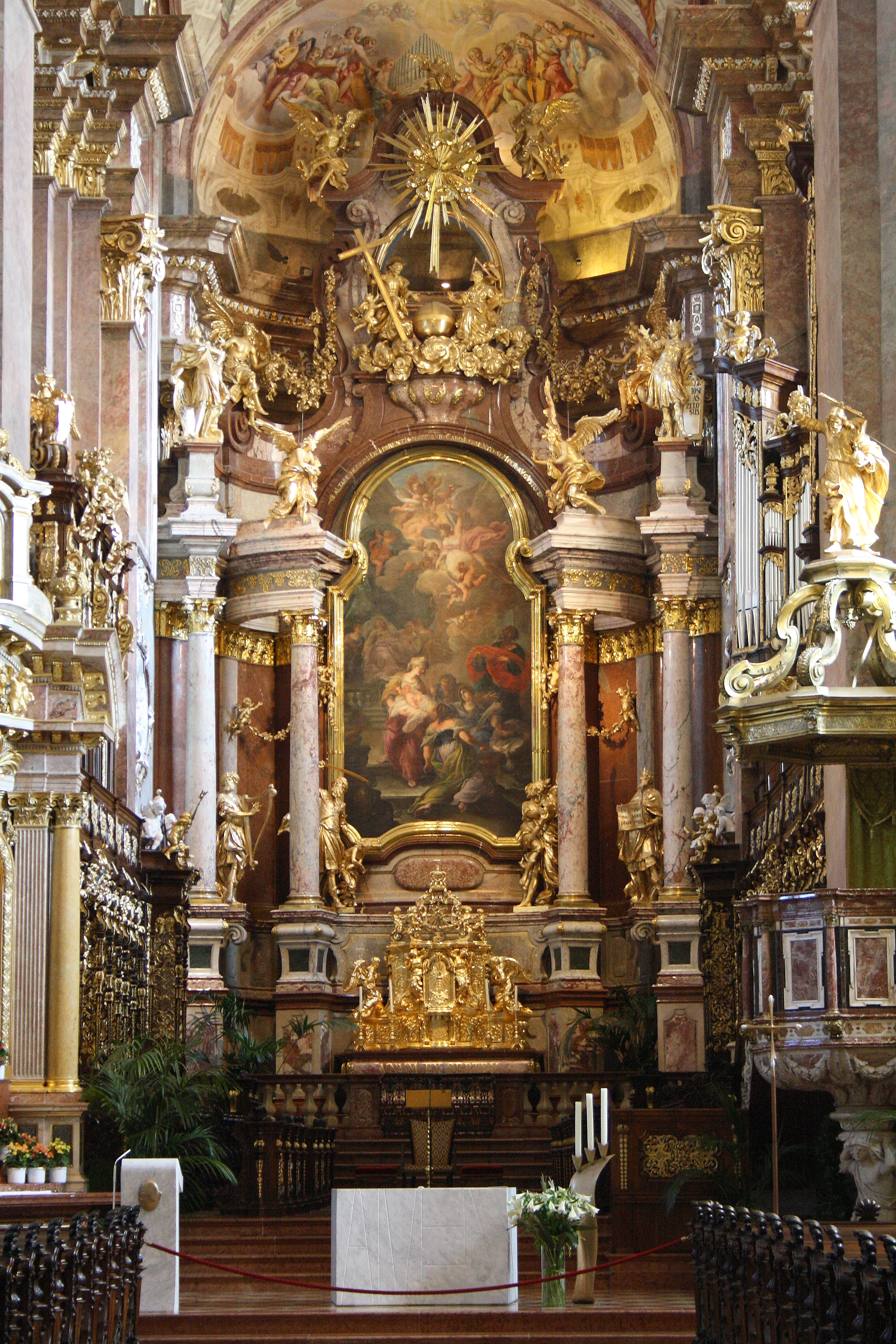
Stiftskirche Klosterneuburg Hochaltar 1724/25

Franz Caspar  (auch Johann Franz Kaspar; * 1669 in Würzburg, Franken; † 22. September 1728 in Wien) war ein kaiserlicher Hof-Bildhauer des Barock.

## Leben
Durch die Zusammenarbeit mit Matthias Steinl, dem Ingenieur, nach dessen Plänen Bildhauer arbeiteten, bestand eine künstlerische Verbindung. So beim 1701 begonnenen Hochaltar im Stift Vorau. Franz Caspar wurde nach Steinls Tod 1727 zum Vormund von dessen jüngstem Sohnes Joseph Caspar bestellt und schloss als solcher den Lehrvertrag mit dem Maler Johann Georg Schmidt ab.
Gesuch an Herrn Obrist Hofmarschall Johann Baptist Graf von Colloredo, kaiserlicher Oberhofmarschall

„.. dass ich den mir anvertrauten Pupillen Joseph Caspar Steinl zu Herrn Georg Schmidt Hofbefreyten Mahlern auf zwei Jahr gegen Reichung 200 f. in die Kost gedungen .. selbe in Gnaden zu ratificiren.“

## Werke

### Stift Vorau, Steiermark
Stiftskirche Vorau Hochaltar, Entwürfe von Matthias Steinl, Franz Caspar als ausführender Hauptmeister der Plastik des 1701 begonnenen Vorauer Hochaltares. Das Thema der Himmelfahrt Mariens wurde auf Malerei (Antonio Bellucci) und Plastik aufgeteilt. Figürliche Mittelgruppe der Apostel um den leeren Sarg, in den Säulen Bischof, Kardinal und Papst, Glorie um Trinitätsgruppe, überlebensgroß.
→ Jakob Seer#Stiftskirche

### Augustinerkirche, Wien
In der Augustinerkirche feierliche Trauerpracht für Kaiser Joseph I. der am 17. April 1711 starb. Überliefert durch eine eigenhändige Zeichnung von Joseph Emanuel Fischer von Erlach. Dokumentiert sind die Mitarbeiter (Auswahl) Giovanni Stanetti, Franz Caspar, Tobias Kracker.

### Wiener Karlskirche
Die Hauptfassade der Karlskirche führt über eine große Treppe zum vorgelagerten Säulenportikus. Zu beiden Seiten am Aufgang zwei Engelsfiguren von Franz Caspar, das Alte und das Neue Testament darstellend, Entstehungszeit ab 1721.
- Der kaiserliche Kirchenbau von Karl VI., die Karl-Borromäus Kirche

### Alte Heiligenstädter Kirche zum hl. Michael
- (Alte) Heiligenstädter Pfarrkirche, zum hl. Michael, dem Stift Klosterneuburg inkorporiert. Hochaltar, Kontrakt mit Johann Franz Caspar vom 29. Jänner 1723: Verfertigung der großen und kleinen Statuen und der Zieraten zu 380 fl.[7] Nach Zerstörung Reste in die Pfarrkirche Leopoldau transferiert.

### Servitenkirche in Wien
In der Servitenkirche für einen Seitenaltar nach Entwurf von Antonio Beduzzi eine plastische Dreifaltigkeitsgruppe mit Engeln, um 1723.

### Stiftskirche Klosterneuburg
- In der Stiftskirche Klosterneuburg das kaiserliche Oratorium Bezahlung 15. Dezember 1725 für vier Putten, vier Adler und den Doppeladler 53 fl.[9]
- Hochaltar Entwürfe von Matthias Steinl, Ausführung der Salzburger Steinmetzmeister Sebastian Stumpfegger, Altarbild Johann Georg Schmidt (1727), Statuen von Franz Caspar aus dem Stammbaum Jesu: König David und Opfer Abraham, Jakob mit dem Engel und König Josaphat, oben Ezechias und Josias, den überragenden Aufsatz mit der Gruppe Hl. Dreifaltigkeit. Tabernakel mit dem Erzherzogshut als Bekrönung.[10]

## Tod
Der kaiserliche Hofbildhauer Franz Caspar starb am 22. September 1728 und wurde auf dem Neuen Friedhof zu St. Stephan begraben. Seine Witwe erhielt im November 1728 das Honorar für die Bildhauerarbeit am Klosterneuburger Hochaltar.